# Districte d'Haripur
El districte d'Haripur (urdú: ہری پور) és una divisió administrativa del Pakistan a la Província de la Frontera del Nord-oest. La població del districte era, al cens del 1998, de 692.228 habitants i s'estimava actualment en més de 800.000 persones el 2005. La superfície és de 1.725 km². La capital és Haripur. La llengua dominant és el hindko, barreja de punjabi, urdú, potohari i gojri principalment.

## Història
El districte d'Haripur està situat al cor de l'antiga Gandhara. El 1399 Tamerlà va establir una legió de turcs karlughs (del grups dels karlucs) a la zona, els quals van governar la regió. El 1472 el príncep Shahabuddin, descendent de Tamerlà, va dirigir aquestos turcs i va fundar un estat anomenat Pakhli Sarkar a la zona entre Hasan Abdal i Attock d'un costat, fins a Caiximir. Els karlughs van governar a Hazara fins al 1703 però progressivament van perdre el poder primer a Hasan Abdal i Attock i després la regió que després fou Haripur, que va passar als gakhars. Els turcs van conservar la zona entre Abbottabad i Caixmir fins al 1703; els seus descendents encara viuen a la zona (districtes d'Haripur, Abbottabad i Mansehra).
Els sikhs van dominar Hazara en dos fases: primer, després de conquerir Attock als durranis, van imposar tribut al territori inferior; després l'alt Hazara va seguir quan els sikhs van arrabassar Caixmir als barakzais el 1819. Després d'un eficaç govern a Caixmir, el sardar Hari Singh Nalwa, general de Ranjit Singh, va rebre en jagir les regions de Pakhli i Damtaur i el govern de la regió Hazara (1821) i el 1822 va fundar la ciutat d'Haripur protegrida al nord pel riu Dor, a l'est per una serralada, a l'oest per les muntanyes Gandhgarh, i que tenia al sud el territori dels gakhars. La fortalesa s'anomenava Harkishangarh.
La regió era prou segura el 1835 fins al punt que la muralla construïda uns anys abans fou desfeta segons el testimoni d'un viatger alemany. Quan el 1849 es va formar el districte d'Hazara sota domini britànic, Haripur en va restar capital fins que el 1853 fou traslladada a Abbotabad, fundada pels anglesos i que va rebre el nom del primer comissionat James Abbott.
Haripur fou un tehsil del districte d'Hazara des de 1849 i va romandre en aquesta condició (si bé passant al districte d'Abbotabad) fins al 1992 quan es va segregar d'aquest districte i es va constituir en entitat separada formada per tres tehsils i 44 consells units (union councils) dels quals 15 urbans. El tehsils són Haripur, Ghazi i Khanpur.
Els council union d'Haripur (37 en total) són:
- Ali Khan
- Bagra
- Bakka
- Bandi Sher Khan
- Barkot
- Beer
- Bherrary
- Breela
- Darwesh
- Dheendah
- Dingi
- Haripur Central
- Haripur North
- Haripur South
- Hattar
- Jabri
- Jatti Pind
- Kalinjar
- Khalabat
- Khanpur
- Kholian Bala
- Kot Najeebullah
- Landarmang
- Mankrai
- Maqsood
- Najifpur
- Pandak
- Panian
- Pind Hasham Khan
- Pind Kamal Khan
- Rehana
- Shengrii
- Sarai Niamat Khan
- Darham Pani
- Sarai Saleh
- Sikandarpur
- Sirya
- Tarbela
- Tofkian

Els council union de Ghazi (7 en total) són:
- Baitgali
- Ghazi
- Kotehrra
- Kundi
- Nara Amaz
- Qazipur
- Sirikot
- Fort Road

El tehsil de Khanpur és de nova creació i els counci unions que l'integren encara no s'han fet públics.

## Personatges
- Ayub Khan, ex president
- Sardar Muhammad Mushtaq Khan, ex ministre en cap de la Província de la Frontera del Nord-oest.